# برهان لمی
برهان لِمّی یا برهان «چرا هست» (به فرانسوی: Démonstration du pourquoi) (به انگلیسی: Demonstration through the cause) برهانی است که از علّت پی به معلول می‌بریم. مثلاً در اطراف دهی پشهٔ مالاریا می‌بینیم و حکم می‌کنیم به اینکه اهالی آن ده به مالاریا مبتلا هستند. یا از تجزیهٔ خون و ادرار یا ترشّح سینه به مرض قند یا نارسائی کبد و کلیه یا مرض سل و امثال آن پی می‌بریم. برهان أنّ برهانی است که حدّ وسط آن علّت وجود اکبر برای اصغر است. برهان لِم هم علّت وجود مطلوب را بیان می‌کند و هم علّت تصدیق به آن را.